# Бугуни
Бугуни (фр. Bougouni) — город в южной части Мали, в области Сикасо.

## История
Бугуни был основан колониальными властями Французского Судана. 10 июля 1894 года город стал административным центром коммуны.

## География
Расположен в 170 км к югу от столицы страны, города Бамако, и в 210 км к западу от города Сикасо, на высоте 333 м над уровнем моря. Важный транспортный узел и центр хлопкоперерабатывающей промышленности.

## Население
По данным на 2013 год численность населения города составляла 38 697 человек. Население коммуны Бугуни по данным на 2009 год насчитывало 59 679 человек. Основные этнические группы: фульбе и бамбара.
Динамика численности населения города по годам:
| 1987   | 2013   |
| ------ | ------ |
| 22 374 | 38 697 |

## Города-побратимы
- Орийак, Франция (с 1985 года)[4]